# Günther Degen
Günther Degen (30 d'agost de 1917 - 13 de març de 1945) va ser un Hauptsturmführer de les Waffen SS durant la Segona Guerra Mundial i va ser guardonat amb la Creu de Cavaller de la Creu de Ferro. La que li va ser atorgada en reconèixer la seva valentia extrema al camp de batalla i el seu lideratge militar reeixit per a l'Alemanya nazi durant la Segona Guerra Mundial. El Hauptsturmführer Günther Degen estava al comandament del Batalló I., 11è Regiment de Gebirgsjäger SS Reinhard Heydrich, Sisena Divisió de Muntanya SS Nord quan se li va concedir la Creu de Cavaller el 7 d'octubre de 1944, quan estava servint a Finlàndia. Degen no va sobreviure a la guerra, morint en acció el 13 de març de 1945.